# Орден Красной Звезды (Чехословакия)
О́рден Кра́сной Звезды́ — государственная награда Чехословакии.

## История
Орден Красной Звезды был учрежден постановлением № 6/1955 правительства Чехословакии 8 февраля 1955 года, которым изменяется присвоение почетного звания Герой Чехословацкой Республики и основывается Орден Красного Знамени, Орден Красной Звезды, медали «За заслугу в обороне государства» и медали «За службу государству».
Статут ордена позднее был изменён постановление правительства № 44/1955 от 9 сентября 1955 года и № 52/1958 от 20 августа 1958 года.

## Положение
Орден был основан для оценки заслуг в деле обороны республики и вручался за успешную деятельность по повышению боеготовности вооружённых сил, за выдающиеся изобретения и технические улучшения в военном деле в рамках целой республики или за успешную деятельность направленную на укрепление охраны и безопасности республики, а именно к увеличению и улучшению оборонной подготовки трудящихся, а также за успешное выполнение боевых заданий, личное мужество и храбрость в бою с противником.
Орденом награждал президент республики по предложению правительства.
За новые геройские подвиги и боевые заслуги орден Красной Звезды мог быть вручён вторично.
После изменения статута ордена, Орден Красной Звезды мог быть вручён генералам, офицерам и младшим офицерам за 15 лет успешной службы в Чехословацкой Народной армии и вооружённых частях Министерства внутренних дел.

## Описание

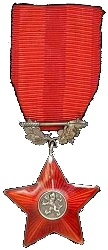
Знак ордена до 1960 года

Знак ордена — серебряная пятиконечная звезда красной эмали. В центре звезды серебряный круглый медальон с гербом Чехословакии:
- до 1960 года — гербовой коронованный лев Богемии со словацким щитком на груди из Малого герба;
- после 1960 года — герб ЧССР.

Реверс знака — пятиконечная звезда красной эмали с серебряным медальоном в центре. В медальоне:
- до 1960 года — в липовом венке лента с надписью «ZA SOCIALISTICKOU VLAST» в три строки;
- после 1960 года — монограмма «ČSSR» (Чехословацкая Социалистическая Республика).

При помощи фигурного звена в виде двух липовых ветвей, обвивающих булаву, знак ордена подвешен к орденской ленте.
Орденская лента муаровая, красного цвета с широкими полосками тёмно-красного цвета по середине и краям.
 Для повседневного ношения имеется планка, обтянутая орденской лентой с металлическим миниатюрным знаком ордена в центре.